# Pilea brasiliensis
Pilea brasiliensis är en nässelväxtart som beskrevs av Gaglioti, Romaniuc och A.K.Monro. Pilea brasiliensis ingår i släktet pileor, och familjen nässelväxter. Inga underarter finns listade i Catalogue of Life.